# Jaime Montes Salas
José Jaime Montes Salas es un ingeniero agrónomo y político mexicano, integrante del partido Movimiento Regeneración Nacional (Morena). Ha sido diputado federal, delegado del Bienestar en Sinaloa y desde 2021 es secretario de Agricultura y Ganadería de Sinaloa.

## Biografía
Es ingeniero Agrónomo con especialidad en Parasitología Agrícola por la Universidad Autónoma de Sinaloa (UAS). Ejerció su profesión de forma particular, siendo director técnico de la empresa Tenabri S. de R.L. de C.V. de 2009 a 2012 y director general de Montuna S.A. de C.V. en 2012.
A partir de 2017 fue coordinador de Organización de Estructura de Morena en el municipio de Ahome, Sinaloa. En las elecciones de 2018 fue candidato de la coalición Juntos Haremos Historia a diputado federal por el Distrito 2 de Sinaloa. Triunfó en la elección al obtener el 53.25% de los votos, siendo elegido para la LXIV Legislatura que concluirá en 2021. En ella fue integrante de la comisión de Marina.
Solo ejerció como diputado federal hasta el 2 de diciembre de 2018 en que recibió licencia definitiva al cargo, pues fue nombrado Delegado de Programas para el Desarrollo de la Secretaría de Bienestar en Sinaloa, por el presidente Andrés Manuel López Obrador. Permaneció en el cargo hasta el 31 de agosto de 2021, y al día siguiente al asumir la gubernatura del estado Rubén Rocha Moya, lo nombró secretario de Agricultura y Ganadería de su gobierno.